# Velamen parallelum
Velamen parallelum is een soort in de taxonomische indeling van de ribkwallen (Ctenophora). 
De kwal behoort tot het geslacht Velamen  en behoort tot de familie Cestidae. De wetenschappelijke naam van de soort werd voor het eerst geldig gepubliceerd in 1869 door Fol.